# Potok Płowiecki
Płowiecki (Potok Płowiecki) – potok w Sanoku, uchodzący do Sanu.
Źródła cieku znajdują się w okolicy wsi Płowce w Paśmie Wierchy, skąd Potok Płowiecki biegnie od południowego skraju miasta Sanoka, przez dzielnice: Dąbrówka (wzdłuż ul. Ustronie, przecina ul. Marii Konopnickiej), Zatorze (w obrębie ul. Płowieckiej, ul. Śniegowej, przecina ul. Bartosza Głowackiego, obok ul. Niecałej – nad potokiem leży zabytkowy dom pod numerem 2, wzdłuż ul. 800-lecia, przecinając linię kolejową nr 108, ul. Zagrody, ul. Stanisława Konarskiego) oraz Błonie i Śródmieście (przecina ul. Jagiellońską i biegnie wzdłuż ul. Podgórze) i finalnie uchodzi jako lewy dopływ rzeki San.
Na przełomie XVIII/XIX wieku na Potoku Płowieckim, w okolicach obecnych ulic Niecała i Zagrody, istniał młyn. Pierwotnie Potok Płowiecki oddzielał Posadę Sanocką od Posady Olchowskiej. W 1906 pojawiła się idea regulacji przebiegających przez Sanok Potoku Płowieckiego i Potoku Stróżeckiego, którą popierał m.in. Karol Gerardis.
W końcowym biegu Potoku Płowieckiego z kierunku południowego na północ powstawały kładki wzgl. mostki od biegnącej równolegle po stronie zachodniej ul. Podgórze (wcześniej pod nazwą Andrzeja Potockiego i Ludwika Waryńskiego) na stronę wschodnią, gdzie pierwotnie istniały domy, a później w tamtejszej dzielnicy Błonie powstał osiedle bloków mieszkalnych. Przydomek „dom nad potokiem” zyskał istniejący do lat 70. XX wieku dworek, należący do rodziny Beksińskich i Lipińskich, leżący przy ul. Jagiellońskiej w bezpośredniej bliskości Potoku Płowieckiego. W pobliżu ujścia Potoku Płowieckiego do Sanu mieści się Zamek Królewski w Sanoku.